# Paracicerina deltoides
Paracicerina deltoides is een platworm (Platyhelminthes). De worm is tweeslachtig. De soort leeft in het zoute water.
Het geslacht Paracicerina, waarin de platworm wordt geplaatst, wordt tot de familie Cicerinidae gerekend. De wetenschappelijke naam van de soort werd voor het eerst geldig gepubliceerd in 1981 door Martens & Schockaert.